# Беннетт, Харви
Харви Беннетт (англ. Harve Bennett) (урожд. Харви Беннет Фишман (англ. Harve Bennett Fischman); 17 августа 1930 — 25 февраля 2015) — американский телепродюсер, кинопродюсер и сценарист, наиболее известный по работе над четырьмя фильмами франшизы «Звёздный путь».

## Ранние годы
Харви Беннет Фишман родился в еврейской семье в Чикаго, штат Иллинойс, в 1930 году, в семье Кэтрин (урожденной Сьюзман), журналистки, и Йеля Фишмана, адвоката.
Будучи маленьким мальчиком, Беннетт появился в радиопрограмме Quiz Kids, которая познакомила его с шоу-бизнесом. К тому времени, когда Беннетт достиг студенческого возраста, радиобизнес пришёл в упадок, и он обратился к миру кино. Он поступил в Калифорнийский университет в Лос-Анджелесе и участвовал в Корейской войне.
После окончания колледжа в 1953 году, Беннетт вступил в армию США. Он служил в корпусе военной полиции, расположенном в дисциплинарных казармах США в Ломпоке, штат Калифорния. В 1955 году он был с почестями уволен в запас в звании капрала.
Затем Беннетт начал свою карьеру в качестве руководителя по производству. Сначала он работал на CBS в Нью-Йорке, а затем перешёл в отдел программирования ABC, став вице-президентом по дневному программированию.

## Первые работы
После работы в ABC, Харви Беннетт перешёл на производство. Его первым проектом была разработка телесериала с продюсером Аароном Спеллингом под названием «Отряд 'Стиляги'», который Беннет продюсировал с 1968 по 1973 год. В 1970 году, Беннетт впервые номинировался на прайм-таймовую премию «Эмми», в категории «Лучший драматический сериал» за этот телесериал.
Вслед за «Отрядом 'Стиляги'» Беннетт присоединился к Universal Studios, где он продюсировал множество телесериалов и мини-сериалов.
Наиболее известными из этих телесериалов, вероятно, являются «Человек на шесть миллионов долларов» (1973–78) и «Бионическая женщина» (1976–78). Другие телесериалы, которые он продюсировал в Universal, включают в себя «The Invisible Man» (1975) и «Gemini Man» (1976), а также мини-сериал 1976 года «Богач, бедняк». Беннетт был номинирован на прайм-таймовую премию «Эмми» во второй раз, в категории «Лучший мини-сериал» за «Богача, бедняка».
Затем Беннетт перешёл в Columbia Pictures Television, где продолжил работу в качестве телепродюсера. Его проекты в Columbia Pictures включали мини-сериал 1979 года «Отныне и во веки веков» и телефильм 1984 года «История Джесси Оуэнса».
Во время работы в Columbia Pictures TV, Беннетт также был приглашён в Paramount Pictures для работы в их телевизионном подразделении, производящем телесериалы. Одним из его первых проектов для Paramount был телефильм 1982 года для Paramount Domestic Television, «Женщина по имени Голда», который был последней ролью Ингрид Бергман и в котором снялся Леонард Нимой. Беннетт получил номинацию на прайм-таймовую премию «Эмми» в третий раз, в категории «Лучший драматический спецвыпуск» за этот телефильм, и выиграл её.

## «Звёздный путь»
Всего через несколько недель после заключения контракта с Paramount, Харви Беннет был вызван на встречу с тогдашними топ-менеджерами Paramount Барри Диллером и Майклом Айснером, а также с Чарльзом Блюдорном, который тогда был главой родительской компании Paramount Gulf+Western. Блюдорн, недовольный результатами фильма «Звёздный путь» 1979 года, искал кого-то нового, кто мог бы взять на себя руководство следующим фильмом серии.
По словам Беннетта, Блюдорн спросил его, что он думает о первом фильме «Звёздного пути», и после того, как Беннетт сказал, что он скучный, Блюдорн спросил его, может ли он сделать лучшую картину и может ли он сделать это менее чем за 45 миллионов долларов (окончательный бюджет первого фильма). Когда Беннет сказал, что может, Блюдорн сказал «сделай это», и его наняли.
Чтобы подготовиться к работе по созданию фильма «Звёздного пути», Беннетт сначала показал все 79 эпизодов Оригинального сериала в комнате для проекций в Paramount. Особенно его привлекал эпизод «Космическое семя», в котором Рикардо Монтальбан был представлен как генетически улучшенный суперзлодей Хан Нуньен Сингх. В конце эпизода, Хан и его последователи сосланы на необитаемую планету, и Джеймс Т. Кирк и Спок задаются вопросом, что с ними будет. Это дало Беннетту «крючок», который он искал, и привело его к разработке продолжения эпизода.
Идея Беннетта сформировала начало того, что станет «Гневом Хана» (1982). Сам Беннет разработал исходную предпосылку сюжета, а затем работал со сценаристом Джеком Б. Совардсом над ранними черновиками сценария. Николас Мейер был позже представлен Беннетту и завершил окончательные наброски сценария в дополнение к режиссуре фильма, с Беннеттом в качестве исполнительного продюсера и Робертом Саллином в качестве главного продюсера. «Гнев Хана» имел колоссальный успех с точек зрения кассовых сборов и отзывов фанатов.
После успеха «Гнева Хана», Беннетт был главным продюсером следующих трёх фильмов «Звёздного пути»: «В поисках Спока» (1984), «Дорога домой» (1986) которые долгое время оставались одними из самых успешных фильмов «Звёздного пути», и «Последний рубеж» (1989).
Кроме работы в качестве продюсера, Беннетт также был сценаристом «В поисках Спока», соавтором сюжета и сценаристом «Дороги домой» и соавтором сюжета «Последнего рубежа». Благодаря его участию в «Звёздном пути» в качестве сценариста и автора сюжета, Беннетт получил три номинации на премию «Хьюго», в категории «Лучшая постановка» за второй, третий и четвёртый фильм. Он также был номинирован на премию «Сатурн», в категории «Лучший сценарий» за четвёртый фильм.
Беннет также имел три камеи в «Звёздном пути»: в «Гневе Хана» (как голос боевого симулятора компьютера), во «В поисках Спока» (как голос бортового регистратора) и в «Последнем рубеже» (в роли начальника штаба Звёздного флота, адмирала Роберта Беннетта, отдающего приказы капитану Кирку).
После «Последнего рубежа», Беннетт разработал идею для шестого фильма «Звёздного пути», которая будет отличаться от предыдущих фильмов. Названный «The Academy Years» (с англ. — «Годы Академии»), он был бы сфокусирован на персонажах Кирка и Спока, когда они были намного моложе и были кадетами в Академии Звёздного Флота.
В фильме можно было бы углубиться в ранние взаимоотношения этих персонажей и показать, как на протяжении многих лет развивалась их тесная дружба. В то время как Уильям Шетнер и Леонард Нимой имели бы камеи в начале и конце фильма, чтобы начать и завершить историю в форме воспоминаний, новые актёры сыграли бы большую часть ролей в фильме, включая молодых Кирка и Спока. 
Хотя изначально Paramount с энтузиазмом отнеслась к этой идее, отзывы фанатов были почти исключительно негативными из-за фильма «Звёздного пути» без известных актёров, которых фанаты знали и любили. Кроме того, Мартин Дэвис, который в то время возглавлял Gulf & Western, хотел фильм с оригинальным актёрским составом, чтобы отметить 25-ю годовщину «Звёздного пути» в 1991 году.
Paramount предложил Беннетту возможность продюсировать этот фильм с оригинальным составом, даже предлагая позже продюсировать его фильм об Академии, но Беннетт отказался, сославшись на множество причин, включая отсутствие сюжетных идей для запрошенного фильма и сжатые сроки, в которые фильм нужно было бы закончить, чтобы успеть к 25-летней годовщине «Звёздного пути». Это ознаменовало конец сотрудничества Беннетта с франшизой «Звёздный путь», и вскоре после этого он покинул Paramount.

## Поздние работы
После продюсирования фильмов «Звёздного пути», Харви Беннетт написал сценарий для телефильма 1992 года «Тысяча героев». Он был одним из создателей и продюсеров научно-фантастического телесериала «Следы во времени» (1993–94) и анимационного мини-сериала 1998 года «Вторжение в Америку», для которого Нимой был актёром озвучивания.

## Смерть
Харви Беннетт скончался 25 февраля 2015 года в Медфорде, штат Орегон, из-за разрыва эмболии в тонкой кишке и второй эмболии, обнаруженной в его лёгком. Его смерть наступила за два дня до смерти ветерана «Звёздного пути», Леонарда Нимоя.

## Фильмография
| Год  | Фильм                            | Роль                            | Примечания                  |
| ---- | -------------------------------- | ------------------------------- | --------------------------- |
| 1982 | Звёздный путь 2: Гнев Хана       | Боевой симулятор компьютера     | Голос, (не указан в титрах) |
| 1984 | Звёздный путь 3: В поисках Спока | Бортовой регистратор            | Голос                       |
| 1989 | Звёздный путь 5: Последний рубеж | Начальник штаба Звёздного флота |                             |

## Внешние ссылки
- Харви Беннетт на сайте Memory Alpha (Звёздный путь вики)
- Харви Беннетт на сайте Emmys.com
- Харви Беннетт (англ.) на сайте AllMovie
- Харви Беннетт Архивная копия от 11 июня 2020 на Wayback Machine на сайте The Interviews: An Oral History of Television
- Interview with Harve Bennett #2 на сайте Startrek.com